# Alessandro Casillo
Alessandro Casillo (* 15. Juni 1996 in Mailand) ist ein italienischer Popsänger. Bekannt wurde er durch seine Teilnahmen an der Castingshow Io canto sowie durch seinen Sieg in der Newcomer-Kategorie des Sanremo-Festivals 2012.

## Werdegang
Erstmals trat Casillo 2010 öffentlich in Erscheinung, als er an der zweiten Ausgabe der Castingshow Io canto auf Canale 5 teilnahm. Noch im selben Jahr präsentierte er bei den Wind Music Awards das Lied Raccontami chi sei, das Eingang auf eine wenig später beim Mediaset-Label RTI erschienene gleichnamige EP fand. 2011 nahm er erneut an Io canto teil.
Im Jahr darauf bewarb er sich mit dem Lied È vero (che ci sei) beim Wettbewerb Sanremo Social, durch den 2012 die Teilnehmer der Newcomer-Kategorie des Sanremo-Festivals ermittelt wurden. Unter 1.200 Bewerbern gelang Casillo der Einzug in die Finalphase und schließlich der Sieg. In der Folge erschien sein Debütalbum È vero. Nach einer italienweiten Marketingtour wurde er durch den Präsidenten der Lombardei, Roberto Formigoni, mit einem regionalen Sonderpreis für besondere Verdienste ausgezeichnet. Am 5. Mai trat Casillo mit der zweiten Single Mai bei den MTV TRL Awards 2012 auf. Nach einer Tournee im Sommer erschien im November die nächste Single Sì lo so.
2013 präsentierte er auf dem Music Summer Festival – Tezenis Live das Lied Io scelgo te, geschrieben vom Songwriter-Team Luca Chiaravalli, Gianluigi Fazio und Andrea Bonomo. Nach einem Wechsel zum unabhängigen Label Carosello Records arbeitete Casillo zusammen mit Chiaravalli, Fazio und Bonomo an seinem nächsten Album. Die erste Single daraus, Niente da perdere, präsentierte er wieder bei Io canto. Unter dem Titel #ALE erschien das Album Anfang 2014, gefolgt von einer weiteren Sommertournee. Im Oktober des Jahres veröffentlichte Fabbri Editore außerdem Casillos Buch Tutto il mio mondo.
Nach einer längeren Pause meldete sich der Sänger 2019 mit der Single Hasta luego und dem Album XVII zurück. Außerdem veröffentlichte er die Autobiografie L’età dalla mia parte. Nach einer weiteren Pause veröffentlichte er 2021 die neue Single Eclissi, bevor er das neue Pseudonym Arco annahm und die mehr in Richtung Hip-Hop orientierte Single Divieto di sosta vorlegte.

## Diskografie

### Alben und EPs
| Jahr | Titel              | Höchstplatzierung, Gesamtwochen, AuszeichnungChartsChartplatzierungen (Jahr, Titel, Platzierungen, Wochen, Auszeichnungen, Anmerkungen) | Anmerkungen            |
| Jahr | Titel              | IT | Anmerkungen            |
| ---- | ------------------ | --- | ---------------------- |
| 2011 | Raccontami chi sei | IT25 (2 Wo.)IT | EP; RTI Music          |
| 2012 | È vero             | IT13 (10 Wo.)IT | RTI Music / Sony Music |
| 2014 | #ALE               | IT2 (7 Wo.)IT | Carosello Records      |
| 2019 | XVII               | IT38 (4 Wo.)IT |                        |

### Singles
| Jahr | Titel Album                | Höchstplatzierung, Gesamtwochen, AuszeichnungChartsChartplatzierungen (Jahr, Titel, Album, Platzierungen, Wochen, Auszeichnungen, Anmerkungen) | Anmerkungen                    |
| Jahr | Titel Album                | IT | Anmerkungen                    |
| ---- | -------------------------- | --- | ------------------------------ |
| 2012 | È vero (che ci sei) È vero | IT30 (2 Wo.)IT | Siegerlied Sanremo Social 2012 |

- Mai (2012)
- Sì lo so (2012)
- Io scelgo te (2013)
- Niente da perdere (2013)
- Ci credo ancora (2014)
- L’amore secondo Sara (2014)
- Fuoco nell’Antartide (2014)
- Tutto il mondo parla di noi (2014)

## Bibliografie
- Alessandro Casillo: Tutto il mio mondo. Fabbri, 2014, ISBN 978-8845-19981-3.
- Alessandro Casillo: L’età dalla mia parte. Ogni scelta è una possibilità. De Agostini, 2019, ISBN 978-8851-17582-5.

## Belege
1. ↑  Fabio Traversa: È vero, il nuovo album di Alessandro Casillo da Io canto al Festival di Sanremo 2012 (tracklist). Blogo.it, 15. Februar 2012, archiviert vom Original (nicht mehr online verfügbar) am 3. April 2015; abgerufen am 6. Juni 2015 (italienisch).
2. ↑  Premio al merito ad Alessandro Casillo – Foto e Video. Lombardia Notizie, 20. März 2012, ehemals im Original (nicht mehr online verfügbar); abgerufen am 6. Juni 2015 (italienisch). (Seite nicht mehr abrufbar. Suche in Webarchiven)
3. ↑  È disponibile nelle librerie “Tutto il mio mondo”. In: Alessandrocasillo.it. 15. Oktober 2014, abgerufen am 25. Oktober 2015 (italienisch).
4. ↑  Addio Alessandro Casillo… arriva Arco e lancia il singolo "Divieto di sosta". In: All Music Italia. 3. Januar 2022, abgerufen am 8. Januar 2022 (italienisch).
5. ↑  Alben von Alessandro Casillo. In: Italiancharts.com. Hung Medien, abgerufen am 6. Juni 2015.
6. ↑  Guido Racca & Chartitalia: Top 100 FIMI Singoli. Lulu, 2013, S. 77.

| Personendaten    | Personendaten           |
| ---------------- | ----------------------- |
| NAME             | Casillo, Alessandro     |
| ALTERNATIVNAMEN  | Arco (Pseudonym)        |
| KURZBESCHREIBUNG | italienischer Popsänger |
| GEBURTSDATUM     | 15. Juni 1996           |
| GEBURTSORT       | Mailand                 |